# 9월 2일
9월 2일은 그레고리력으로 245번째(윤년일 경우 246번째) 날에 해당한다.

## 사건
- 기원전 44년 - 파라오 클레오파트라 7세가 아들 카이사리온을 공동 통치자로 선언
- 기원전 31년 - 옥타비아누스가 악티움 해전에서 승리
- 1666년 - 런던에서 5일간에 런던 대화재로 전체 인구 8만명 중 7만명이 노숙자가되고 9명이 사망하고 87채의 교회를 태우고 집을 1만 3천여채를 태움.노스트라다무스가 예언을 한 적이 있음.
- 1919년 - 강우규, 서울역에서 제3대 조선 총독 사이토 마코토에게 폭탄을 투척했으나 암살 실패.
- 1945년
  - 도쿄만에 정박 중인 미주리 호 함상에서 일본의 공식적인 항복조인식이 거행됨.
  - 호찌민이 베트남의 독립을 선언하고 베트남 민주 공화국을 수립함.
  - 미군 극동사령부 예하 제24군단, 존 하지 중장이 이끄는 24군단 함대가 황해안을 거쳐 인천으로 상륙, 서울에 주둔하다.
- 1967년 - 마이크로네이션인 시랜드 공국 건국.
- 1975년 - 대한민국, 전국 중앙 학도 호국단 창설.
- 1980년 - 전두환 대통령, 남덕우(南悳祐) 총리를 중심으로 한 새 내각 구성.
- 1991년 - 미국, 발트해 3개 공화국(리투아니아, 라트비아, 에스토니아) 독립 승인.
- 1996년 - 필리핀, 이슬람교 반군과 평화협정 체결.
- 1998년 - 스위스 항공 여객기가 대서양에 추락, 승객 등 229명 사망.
- 1999년
  - 조선민주주의인민공화국, 서해 북방한계선(NLL) 무효 주장하며 새로운 해상군사분계선 일방 획정.
  - 대한민국 김종필 총리, 도쿄에서 오부치 게이조 일본 총리와의 회담, 북한 미사일 문제 관련 한·미·일 3국 공조협력체제 유지 합의.
- 2000년 - 대한민국 정부, 비전향 장기수 63명 판문점을 통해 조선민주주의인민공화국에 송환.
- 2007년 - 2007년 탈레반 한국인 납치 사건: 탈레반에 납치됐던 나머지 인질 19명이 인천국제공항을 통해 귀국.
- 2010년 - 태풍 곤파스가 대한민국의 수도권, 강원을 관통하며 한반도를 강타.

## 문화
- 1958년 - CCTV가 정식 방송을 시작했다.
- 1981년 - 미국, 중성자탄 생산 시작.
- 1985년 - 상봉시외버스터미널 개업.
- 1989년 - 대한민국, 30회 기능 올림픽서 종합우승으로 대회 8연패 달성.
- 1996년 - 대한민국의 방송대학TV 개국.
- 2017년 - 서울 경전철 우이신설선 개통.
- 2018년 - 제18회 자카르타 아시안 게임 폐막.

## 탄생
- 1838년 - 하와이 왕국의 여왕 릴리우오칼라니. (~1324년)
- 1839년 - 미국의 기자, 철학자, 경제학자 헨리 조지. (~1827년)
- 1879년 - 대한제국의 독립운동가 안중근. (~1910년)
- 1884년 - 일본의 정치인 도쿠가와 요시히사. (~1922년)
- 1900년 - 대한민국의 소설가 현진건. (~1943년)
- 1902년 - 독일의 군인 알베르트 보어만. (~1989년)
- 1909년 - 일본의 슈퍼센티네리언 하야시 오카기. (~2025년)
- 1912년 - 대한민국의 시인 노천명. (~1957년)
- 1913년 - 조선의 공산주의 독립운동가 박성철. (~2008년)
- 1919년 - 미국의 영화배우, 댄서 마지 챔피언. (~2020년)
- 1923년
  - 대한민국의 군인 김종환. (~2022년)
  - 프랑스의 수학자, 필즈상 수상자 르네 톰. (~2002년)
- 1925년 - 대한민국의 연극배우 백성희. (~2016년)
- 1926년
  - 대한민국의 군인, 정치인 이건영. (~2023년)
  - 대한민국의 군인, 정치인 신동관. (~2018년)
- 1929년 - 파리 외방 전교회 소속 프랑스-대한민국의 주교 르네 뒤퐁. (~2025년)
- 1931년 - 대한민국의 정치인 이필우. (~2019년)
- 1933년 - 베냉의 군인, 대통령 마티외 케레쿠. (~2015년)
- 1935년 - 대한민국의 교육학자 겸 교육행정학자 백승탁.
- 1938년 - 일본의 작가, 작사자 나카니시 레이. (~2020년)
- 1943년 - 대한민국의 배우, 성우 나성균.
- 1945년 - 대한민국의 법조인 정형근.
- 1946년 - 대한민국의 성우 박일. (~2019년)
- 1949년 - 대한민국의 배우 임채무.
- 1951년 - 미국의 배우 마크 하먼.
- 1952년 - 일본의 성우 요코자와 케이코.
- 1954년 - 대한민국의 배우 김효원.
- 1955년 - 대한민국의 배우 이경순.
- 1956년
  - 대한민국의 법조인, 정치인 최재형.
  - 대한민국의 군인 황기철.
- 1959년
  - 일본의 영화 감독 나카시마 테츠야.
  - 대한민국의 언론인, 정치인, 저술가 정운현.
- 1961년
  - 콜롬비아의 전 축구 선수 카를로스 발데라마.
  - 홍콩의 배우 황추생.
- 1962년
  - 일본의 전 야구 감독, 야구 지도자 와다 유타카.
  - 영국의 정치인 키어 스타머.
- 1964년 - 캐나다의 배우 키아누 리브스.
- 1965년
  - 대한민국의 배우 차주옥.
  - 영국의 복싱 선수 레녹스 루이스.
- 1966년
  - 멕시코의 배우 살마 아예크.
  - 일본의 가수 하야미 유.
- 1967년 - 독일의 축구 선수 안드레아스 묄러.
- 1968년
  - 대한민국의 배우 석광렬. (~1994년)
  - 대한민국의 야구 선수 이영재.
  - 일본의 전 야구 선수 오가타 고이치.
  - 미국의 배우 신시아 와트로스.
- 1969년 - 한국계 미국인 뮤지컬 배우, 연극배우 최할리.
- 1970년
  - 사우디아라비아의 축구 심판 칼릴 알 감디.
  - 대한민국의 정치인 김미정. (~2023년)
  - 대한민국의 전 사이클 선수 김진영.
- 1971년 - 대한민국의 기업인 조규남.
- 1972년
  - 대한민국의 기업인 김건희.
  - 대한민국의 축구 선수 권해창.
- 1973년
  - 세르비아의 전 축구 선수 사보 밀로셰비치.
  - 대한민국의 전 야구 선수, 현 야구 코치 김지훈.
- 1975년
  - 대한민국의 전 야구 선수, 현 야구 코치 김우석.
  - 일본의 축구 선수 사쿠라이 나오토.
- 1978년 - 대한민국의 배우 강신철.
- 1979년 - 대한민국의 가수 알렉스 (클래지콰이 프로젝트).
- 1980년
  - 대한민국의 전 배우 장덕수.
  - 대한민국의 아나운서 김선영.
- 1981년 - 대한민국의 축구 선수 김대현.
- 1982년
  - 대한민국의 희극인 이종훈.
  - 잉글랜드의 축구 선수 조이 바턴.
- 1983년
  - 대한민국의 축구 선수 조진수.
  - 대한민국의 펜싱 선수 김정환.
- 1984년 - 타이완의 가수, 배우 당우철.
- 1985년 - 대한민국의 레이싱 모델 이유은.
- 1986년
  - 일본의 가수 이마이치 류지.
  - 대한민국의 바둑 기사 김혜민.
  - 대한민국의 前 배우 이태임.
- 1987년
  - 대한민국의 희극인 최군.
  - 캐나다의 피겨 스케이팅 선수 스콧 모이어.
- 1988년
  - 대한민국의 태권도 선수 김혜리.
  - 대한민국의 근대5종 선수 양수진.
  - 스페인의 축구 선수 하비 마르티네스 (FC 바이에른 뮌헨).
  - 우크라이나 태생 독일의 탁구 선수 디미트리 옵차로프.
- 1989년
  - 대한민국의 축구 선수 박찬종.
  - 독일의 전자 음악가 제드.
  - 브라질의 축구 선수 알렉산드르 파투.
- 1990년 - 대한민국의 희극인 연예림.
- 1991년
  - 대한민국의 가수 유니스
  - 대한민국의 희극인 조수연.
- 1992년
  - 아르헨티나의 축구 선수 에밀리아노 마르티네스.
  - 대한민국의 육상 선수 진민섭.
  - 잉글랜드의 축구 선수 엘라 툰.
  - 일본의 배우 아사노 카야.
- 1993년
  - 대한민국의 야구 선수 이민욱.
  - 대한민국의 육상 선수 김도연.
  - 잉글랜드의 싱어송라이터 레이 모리스.
- 1994년 - 대한민국의 가수 희천.
- 1995년
  - 대한민국의 가수 연습생, 마약사범 한서희.
  - 대한민국의 가수 김영조.
- 1996년
  - 대한민국의 가수, 기타리스트 정성하.
  - 대한민국의 가수 한여름.
  - 대한민국의 축구 선수 한채린.
- 1997년 - 대한민국의 가수 유주.
- 1998년 - 대한민국의 배우 최예빈.
- 1999년 - 브라질의 축구 선수 에르난지스 호드리게스 다 시우바.
- 2000년 - 대한민국의 야구 선수 박승규.
- 2001년 - 미국의 배우 엘라 루빈.
- 2002년 - 대한민국의 가수 국승준.
- 2004년 - 일본의 아이돌 스즈키 쿠루미.

### 미상
- 대한민국의 가수 멜로디.

## 사망
- 1506년 - 조선의 제10대 임금 연산군의 후궁 장녹수. (1470년~)
- 1721년 - 조선의 문신, 성리학자 권상하. (1641년~)
- 1813년 - 프랑스의 장군 장 빅토르 마리 모로. (1763년~)
- 1857년 - 독일의 의사, 탐험가, 동물학자& 식물학자 힌리히 리히텐슈타인. (1780년~)
- 1865년 - 아일랜드의 수학자 윌리엄 로언 해밀턴. (1805년~)
- 1910년 - 프랑스의 화가 앙리 루소. (1844년~)
- 1937년 - 프랑스의 근대 올림픽 창시자 피에르 드 쿠베르탱. (1863년~)
- 1969년 - 베트남의 혁명가, 초대 국가 주석 호찌민. (1890년~)
- 1973년 - 영국의 소설가 J. R. R. 톨킨. (1892년~)
- 1992년 - 미국의 세포유전학자 바버라 매클린톡. (1902년~)
- 1996년 - 대한민국의 정치인 김응조. (1909년~)
- 2000년 - 나치 독일 무장친위대의 장교 하인츠 하르멜. (1906년~)
- 2001년 - 남아프리카 공화국의 의사 크리스천 버나드. (1922년~)
- 2006년 - 대한민국의 비전향 장기수 오형식. (1932년~)
- 2015년 - 시리아 출신 쿠르드계 어린이 난민 알란 쿠르디. (2012년~)
- 2016년 - 우즈베키스탄의 제1대 대통령 이슬람 카리모프. (1938년~)
- 2018년
  - 대한민국의 신학자 차영배.(1929년~)
  - 이란의 역사학자, 언어학자 에흐산 야르샤테르.(1920년~)
- 2019년
  - 대한민국의 성우 이완호. (1938년~)
  - 일본의 축구 선수 마쓰모토 교지. (1934년~)
- 2020년 - 대한민국의 목사, 목회자 김홍도. (1938년~)
- 2021년
  - 대한민국의 가수 이수미. (1952년~)
  - 그리스의 음악가 미키스 테오도라키스. (1925년~)
  - 소련의 레슬링 선수 아이든 이브라히모프. (1938년~)
- 2022년 - 미국의 천문학자 프랭크 드레이크. (1930년~)
- 2024년
  - 소련의 레슬링 선수 알렉산드르 메드베디. (1937년~)
  - 미국의 영화 배우 제임스 대런. (1936년~)

## 기념일
- 건국기념일:  베트남
- 대일 전승 기념일:  미국

## 같이 보기
- 전날: 9월 1일 다음날: 9월 3일 - 전달: 8월 2일 다음달: 10월 2일
- 음력: 9월 2일
- 모두 보기